# Haschich (film)
Pour plus de détails, voir Fiche technique et Distribution.
Haschich est un film suisse réalisé par Michel Soutter, sorti en 1968.

## Synopsis
Mathieu et Bruno sont deux amis. L'un est acteur de théâtre, l'autre garagiste. Ils souhaitent quitter la Suisse mais Mathieu rencontre Pauline, comédienne à succès de passage à Genève. Film sur le désir d'exil d'une jeunesse hésitante et amère, prise dans des aspirations contradictoires.

## Fiche technique
- Titre : Haschich
- Réalisation : Michel Soutter
- Scénario : Michel Soutter
- Photographie : Jean Zeller
- Son : Rosemarie Jenni et Emile Meyer
- Montage : Eliane Heimo
- Musique : Jacques Guyonnet
- Pays d'origine : Suisse
- Langue : français
- Format : noir et blanc — 35 mm
- Son : optique
- Production : Michel Soutter, Arado-Film Genève
- Durée :  80 minutes
- Date de sortie : 1968

## Distribution
- Édith Scob : la vedette
- Dominique Catton : le comédien
- Gérard Despierre : le garagiste
- Marion Chalut : la maîtresse d'école
- François Rochaix : le directeur du théâtre
- Jeanne Friedrich : la fille à vélo
- Marcel Vidal : le patron
- Violette Fleury : la mère
- Roland Sassi : le metteur en ondes
- Jacques Rouiller : le journaliste
- Pierre Holdener : l'opérateur

## Autour du film

### Anecdotes
- Le film n'est tourné qu'en une quinzaine de jours entre fin 1967 et début 68 ce qui lui permet d'être présenté au festival de Locarno trois mois après sa sortie à Lausanne en mai 68.

### Critiques
La presse romande est très majoritairement favorable au film de même qu'à Paris où on souligne que Soutter contribue à hausser le cinéma suisse à un rang international.

« Soutter est sans doute le premier cinéaste helvétique qui vit, travaille et filme la Suisse de l'intérieur, Haschich est un des trop rares jeunes films dont la recherche soit manifestée de façon homogène à tous les stades: narration- thématique. économie. »

— Les Cahiers du cinéma, décembre 1968.